# 大分川 (福岡県)
大分川（だいぶがわ）は、福岡県飯塚市の主に大分地区を流れ馬敷川に注ぐ遠賀川水系の河川。

## 地理
福岡県飯塚市大分の南にある三郡山に源を発し、途中支川の切畑川と合流して、飯塚市を東流して馬敷川左岸に流入する。

## 利水施設
- 切畑ダム（福岡県飯塚市大分）

## 流域の観光地
- 鶯塚史跡（福岡県飯塚市大分）